# Schoettella hodgsoni
Schoettella hodgsoni är en urinsektsart som först beskrevs av Carpenter 1908.  Schoettella hodgsoni ingår i släktet Schoettella och familjen Hypogastruridae. Inga underarter finns listade i Catalogue of Life.